# Valentinsnigel
Valentinsnigel (Lehmannia valentiana) är en snäckart som först beskrevs av Ferussac 1821.  Valentinsnigel ingår i släktet Lehmannia, och familjen kölsniglar. Arten är reproducerande i Sverige. Inga underarter finns listade.

## Spridning
Ursprungligen från den pyreneiska halvön (iberiska halvön), anses den vara introducerad i Italien, England, Irland, Jersey, Centraleuropa i området från Frankrike till södra Sverige, Malta, Ryssland och även i andra länder utanför Europa.

## Bildgalleri

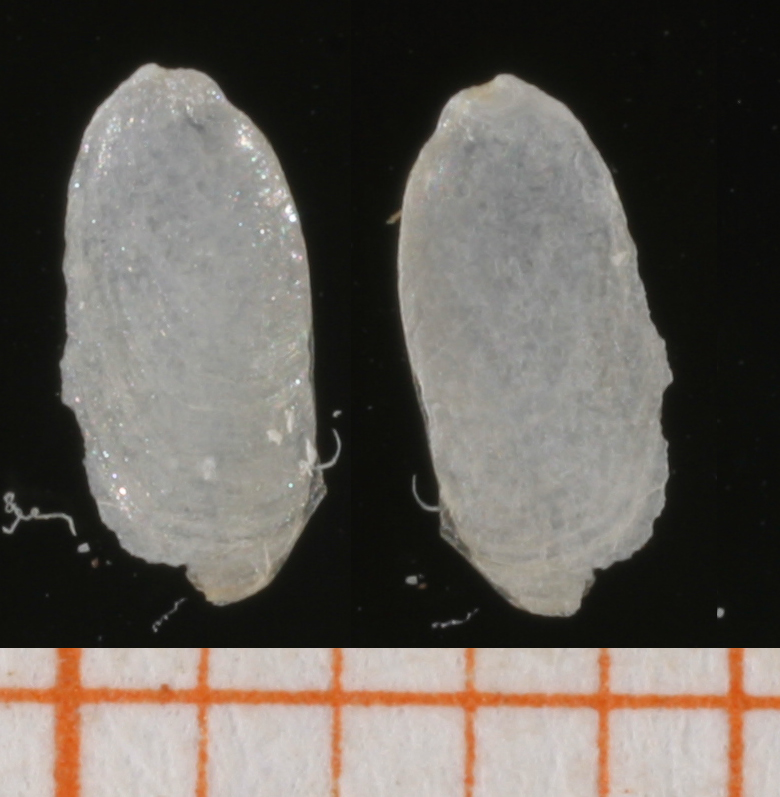